# 368 av. J.-C.
Cette page concerne l'année 368 av. J.-C. du calendrier julien proleptique.

## Événements
- 15 mars (15 mars du calendrier romain) : entrée en charge à Rome de tribuns militaires à pouvoir consulaire : Servius Cornelius Maluginensis, Servius Sulpicius Praetextatus, Lucius Veturius Crassus Cicurinus, Titus Quinctius Cincinnatus Capitolinus, Spurius Servilius Structus, Lucius Papirius Crassus[1]. 
  - Les tribuns de la plèbe Licinius et Sextius finissent par passer outre au veto de leurs collègues et réunissent les comices tributes pour faire voter leur projet de loi qui réservait une des deux magistratures consulaires à un plébéien. Camille est désigné dictateur pour la troisième fois pour empêcher le vote en force des lois licinio-sextiennes[1].
- Printemps : le général thébain Pélopidas est envoyé au secours des villes de Thessalie menacées par le tyran Alexandre de Phères. Alexandre II de Macédoine est assassiné par son beau-frère Ptolémée d’Aloros, l’amant de la reine Eurydice. Ptolémée devient régent (fin en 365). Pélopidas intervient en Macédoine pour éviter que le pays ne prenne le parti d’Athènes. Il s’entend avec Ptolémée et obtient 50 otages, dont le frère du roi Alexandre II, Philippe II, qui est envoyé à Thèbes. De retour en Thessalie, Pélopidas est fait prisonnier par traîtrise devant Pharsale[2].
- Été[2] : Ariobarzane, satrape de Phrygie, envoie Philiscos d'Abydos en Grèce pour proposer une paix commune et recruter des mercenaires. Le congrès de Delphes échoue car les Thébains continuent à maintenir la Béotie dans une ligue tributaire. Philiscos laisse aux Lacédémoniens 2 000 mercenaires dont la solde est payée, et regagne l'Asie[3].
- Automne : une expédition envoyée par Thèbes pour délivrer Pélopidas échoue[2]. Il est libéré par Épaminondas lors d’une seconde intervention en 366 av. J.-C..

- Quatrième guerre entre Carthage et Denys de Syracuse. Denys envahit les possessions carthaginoises en Sicile mais est repoussé et doit conclure une trêve[4].
- Début du règne de Zhou Xianwang, roi des Zhou Orientaux en Chine (fin en 321 av. J.-C.)[5].

## Décès
- Alexandre II de Macédoine